# Nakayama Hakudō

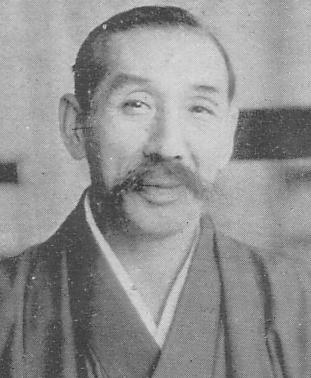
Nakayama Hakudō

Nakayama Hakudō (jap. 中山 博道; * 11. Februar 1873 in Kanazawa, Präfektur Ishikawa; † 14. Dezember 1958) war ein japanischer Meister verschiedener Kampfkünste. Nakayama ist der Begründer der Musō Shinden-ryū, einer Iaidō-Stilrichtung. 

## Leben
Im Alter von 19 Jahren ging er nach Tokio, wo er sich im Dōjō von Shingoro Negeshi in der Shindo Munen-ryū übte. Er war mit dem Begründer des Aikidō, Ueshiba Morihei, befreundet und arrangierte auch die Hochzeit seiner Tochter Matsuko mit Kiyoshi Nakakura.
1930 war er ein angesehenes Mitglied der Kommission, die den Lehrplan des Schwertkampfes in der Toyama Militär Akademie erstellte. Nach dem Zweiten Weltkrieg gründete er den Alljapanischen Kendōverband (Zen Nihon Kendō Renmei) mit. Er hatte auch den Titel des Meijin.